# Foothill Farms (Kalifornija)
Foothill Farms je naseljeno područje za statističke svrhe u američkoj saveznoj državi Kalifornija. Prema popisu stanovništva iz 2010. u njemu je živjelo 33.121 stanovnika.